# شیان ام‌ای۷۰۰
شیان ام‌ای۷۰۰ (به انگلیسی: Xian MA700) یک هواگرد ساختِ کارخانهٔ شرکت صنعتی هواگردسازی شیان در کشور جمهوری خلق چین است. نخستین استفاده‌کنندهٔ این هواگرد جمهوری خلق چین بوده‌است. این هواگرد برای نخستین بار در ۲۰۱۶ میلادی مورد استفاده قرار گرفت.